# Monomerindex
Der Monomerindex ist eine dimensionslose Kennzahl zur Bestimmung des Verhältnisses von monomeren zu polymeren Anthocyanen in Rotwein, roten Fruchtsäften und Fruchtsaftgetränken.
Das Prinzip der Messung beruht auf der Bleichung von monomeren Anthocyanen durch Kaliumdisulfit in saurem Milieu. Polymere Anthocyane werden hingegen, bedingt durch eine sterische Hinderung, nicht entfärbt.
Mittels photometrischer Messung wird bei 520 nm die Extinktion der Probelösungen ohne Sulfitzugabe (Gesamtextinktion) und die Extinktion nach Zugabe von Kaliumdisulfit (Extinktion der polymeren Anthocyane) ermittelt. Die Differenz der beiden Messwerte stellt die Extinktion der monomeren Anthocyane dar. Der Monomerindex wird als Quotient dieser Messwerte erhalten.

## Anwendung
Polymere Anthocyane werden während der Lagerung von Wein, Fruchtsäften und -konzentraten durch Polymerisation monomerer Anthocyane gebildet. Polymere Anthocyane besitzen darüber hinaus im Vergleich zu monomeren Anthocyanen keine nennenswerte Bioverfügbarkeit.
Daher lässt sich mit Hilfe des Monomerindex im Vergleich zu beispielsweise aufwändigen HPLC-Methoden eine einfache und schnelle Qualitäts- bzw. Altersprüfung von Rohwaren und Produkten durchführen.